# أوريمالسيم
أوريمالسيم (بالكورية: 우리말샘) هو معجم للغة الكورية متاح على الإنترنت ومفتوح المصدر. أُطلق في 5 تشرين الأول/أكتوبر 2016، واشتمل في نسخته الأولى على 1,109,722 مدخلاً معجميًّا. يهدف المشروع إلى توثيق الكلمات المستحدثة، والمصطلحات المتخصصة، والتعابير العامّية، والمفردات الخاصة باللهجات الكورية. يتبع هذا القاموس للمعهد الوطني للّغة الكورية، وهو هيئة حكومية في كوريا الجنوبية، غير أن المساهمة فيه متاحة لجميع الأفراد.

## وصف المعجم
معجم أوريمالسيم متاح عبر الشبكة العنكبوتية، وهو مفتوح المصدر وتشاركيّ.    على الرغم من أن جميع المستخدمين يمكنهم تحرير محتوى القاموس، إلا أنّ المراجعين المسجّلين هم من يتولّون فحص التعديلات المقترحة قبل نشرها على الموقع. وغالبًا ما يكون هؤلاء المراجعون من معجميّي اللغة أو اللغويين، الذين لا يكتفون بالموافقة على المفردات، بل يقومون أيضًا بحذف التعاريف المكررة وبتقنين المصطلحات وتوحيدها. يمثّل هذا القاموس نموذجًا مميّزًا عن معجم نافِر المفتوح، الذي يُتيح تعريفات غير رسمية متعددة ومكرّرة للكلمة الواحدة، على غرار ما يقدّمه موقع معجم إيربن في العالم الغربي.
جميع محتويات أوريمالسام، ما لم ينص على محتوى مخالف، متاحة بموجب رخصة المشاع الإبداعي – النسب والمشاركة بالمثل، الإصدار 2.0 الخاص بكوريا الجنوبية. تُجيز هذه الرخصة الاستخدام الكامل للمحتوى، بما في ذلك الاستخدام التجاري، شريطة نَسب المادة إلى مصدرها الأصلي، حتى في حال تعديلها أو إعادة استخدامها في سياقات جديدة.  